# Rich Bitch
Rich Bitch è un singolo del rapper statunitense Gunna, pubblicato il 27 ottobre 2017.

## Tracce
1. Rich Bitch – 3:10